# Paddy Kenny
Paddy Kenny (ur. 17 maja 1978) – irlandzki piłkarz występujący na pozycji bramkarza w Leeds United.

## Kariera klubowa
Na początku kariery Kenny występował w Bradford Park Avenue A.F.C. W roku 1998 przeszedł do Bury i grając w nim przez 4 lata rozegrał 133 mecze ligowe. Wcześniej był wypożyczony do Whitby Town.
W roku 2002 został wypożyczony do Sheffield United. Wkrótce podpisał z tym klubem kontrakt. Zadebiutował w meczu z Coventry City w sierpniu 2002 roku. W sezonie 2005/6 przez cały czas był podstawowym bramkarzem. W roku 2010 opuścił klub. W czerwcu 2010 roku Kenny podpisał 3-letni kontrakt z Queens Park Rangers. Wygonił on z pierwszego składu Radka Cerynego. W nowym klubie w trzech pierwszych meczach utrzymał czyste konto, był to w meczu z Barnsley, byłym klubie Sheffield United i Scunthorpe. Na koniec sezonu bramkarz został wybrany graczem sezony swojej drużyny. Awansował z QPR do Premier League. W najwyższej lidze rozegrał 33 mecze i utrzymał 7 czystych kont. W ostatniej kolejce Rangersi prowadzili z Manchesterem City 2-1, ale przegrali cały mecz 3-2. Gdyby Bolton Wanderers wygrał swój mecz QPR spadło by do Championship.
W dniu 11 lipca 2012 roku Kenny podpisał kontrakt z Leeds United.